# Château de Mauregny-en-Haye
Le château de Mauregny-en-Haye est un château situé à Mauregny-en-Haye, en France.

## Localisation
Le château est situé sur la commune de Mauregny-en-Haye, dans le département de l'Aisne.

## Historique
Le monument est inscrit au titre des monuments historiques en 1928.